# Liste der Naturdenkmäler in Gais (Südtirol)
Die Liste der Naturdenkmäler in Gais (italienisch Gais) enthält die acht als Naturdenkmal ausgewiesenen Objekte auf dem Gebiet der Gemeinde Gais in Südtirol.
Basis ist das im Internet einsehbare offizielle Verzeichnis der Naturdenkmäler in Südtirol (Stand: 23. Januar 2015). Dabei kann es sich um botanische, geologische oder hydrologische Naturdenkmäler handeln. Die Reihenfolge in dieser Liste orientiert sich an der ID, alternativ ist sie auch nach dem Namen sortierbar.

## Liste
| Foto |                 | Name                                               | Standort                     | Beschreibung                            |
| ---- | --------------- | -------------------------------------------------- | ---------------------------- | --------------------------------------- |
| BW   | Datei hochladen | Bergahorn beim Ansitz Stock ID: 022_G01            | 46° 51′ 58″ N, 11° 56′ 51″ O | Botanisches Naturdenkmal: Ahorn         |
| BW   | Datei hochladen | Edelkastanie beim Köfelehof ID: 022_G02            | 46° 51′ 40″ N, 11° 57′ 51″ O | Botanisches Naturdenkmal: Kastanie      |
| BW   | Datei hochladen | dreistämmige Eiche beim Unterleachnhof ID: 022_G03 | 46° 51′ 36″ N, 11° 57′ 47″ O | Botanisches Naturdenkmal: Eiche         |
| BW   | Datei hochladen | Eichenbestand beim Bauhof ID: 022_G04              | 46° 52′ 6″ N, 11° 56′ 16″ O  | Botanisches Naturdenkmal: Eichenhain    |
| BW   | Datei hochladen | Mineralquelle bei Bad Neuhaus ID: 022_G05          | 46° 50′ 43″ N, 11° 56′ 19″ O | Hydrologisches Naturdenkmal: Quelle     |
| BW   | Datei hochladen | Egelsbachfall ID: 022_G06                          | 46° 52′ 28″ N, 11° 57′ 29″ O | Hydrologisches Naturdenkmal: Wasserfall |
| BW   | Datei hochladen | Mäanderbach bei Uttenheim ID: 022_G07              | 46° 52′ 25″ N, 11° 56′ 59″ O | Hydrologisches Naturdenkmal: Bach       |
| BW   | Datei hochladen | Mineralquelle des Mühlbacher Badls ID: 022_P01     | 46° 51′ 27″ N, 12° 0′ 51″ O  | Hydrologisches Naturdenkmal: Quelle     |

| Foto: | Fotografie des Naturdenkmals. Klicken des Fotos erzeugt eine vergrößerte Ansicht. Daneben finden sich zwei Symbole: |
| ID    | Identifikator bei der Abteilung Natur, Landschaft und Raumentwicklung der Südtiroler Landesverwaltung               |